# (175113) 2004 PF115
(175113) 2004 PF115 — крупный объект пояса Койпера. Открыт 7 августа 2004 года американскими астрономами Майклом Брауном, Чедвиком Трухильо и Дэвидом Рабиновичем в Паломарской обсерватории. 22 января 2008 года объект был включён в каталог малых планет под номером 175113.

## Физические характеристики
По данным, полученным с помощью космической обсерватории Гершель, размер (175113) 2004 PF115 составляет 406,3+97,6
−75,3 км.